# Villers-Bocage (Calvados)
Villers-Bocage település Franciaországban, Calvados megyében. Lakosainak száma 3113 fő (2022. január 1.). Villers-Bocage Épinay-sur-Odon, Maisoncelles-Pelvey, Parfouru-sur-Odon, Tracy-Bocage és Villy-Bocage községekkel határos.

## Népesség
A település népessége az elmúlt években az alábbi módon változott:
| Lakosok száma | 1985 | 2623 | 2845 | 2868 | 3120 | 3105 | 3108 | 3160 | 3147 | 3113 |
|               | 1968 | 1982 | 1990 | 2006 | 2013 | 2015 | 2017 | 2019 | 2020 | 2022 |